# Graciosa (Canárias)
A ilha La Graciosa, em conjunto com os ilhéus de Montaña Clara, Roque del Este, Roque del Oeste e Alegranza, constitui o chamado "arquipélago Chinijo", um conjunto de pequenas ilhas sitas no extremo nordeste das Canárias.  Está separada da ilha de Lanzarote pelo canal El Río, um estreito braço de mar com apenas 2 km de largura no seu ponto mais estreito.

## Descrição geral

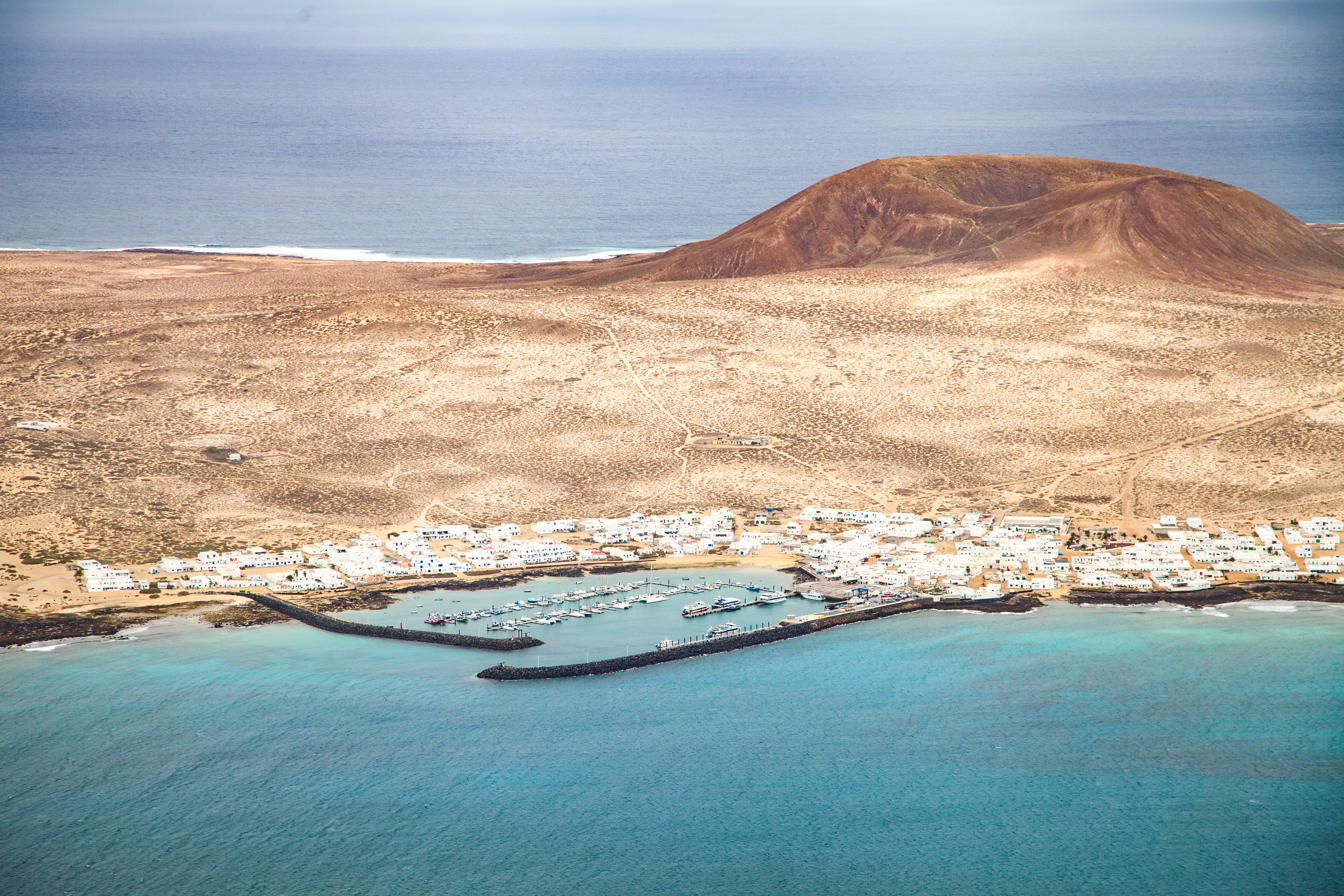
La Graciosa

No início da conquista europeia das Canárias, aquando da expedição normanda de 1402, foi ocupada pelo explorador normando Jean de Béthencourt, servindo de base para a exploração e conquista das restantes ilhas.
A Graciosa tem uma área de apenas 27 km², com a sua maior elevação a apenas 217 m acima do nível médio do mar. O clima é desértico, sendo a vegetação muito escassa. O abastecimento de água, dada a escassez de recursos hídricos na ilha, é baseado na desalinização da água do mar e na importação de água doce por via marítima. Os lobos marinhos eram comuns à época da conquista europeia, estando hoje extintos.
A ilha tem apenas dois povoados: Caleta del Sebo, onde se localiza o porto e a maioria das infraestruturas, e Casas de Pedro Barba, um povoado essencialmente constituído por residências secundárias e sem habitantes permanentes. A sua população actual é de 658 habitantes (ISTAC, 2006). A economia da ilha está baseada na pesca e no turismo, que atrai numerosos visitantes todo o ano graças ao seu clima temperado e às suas costas de areia vulcânica fina.
O território da ilha integra, em conjunto com o resto do "arquipélago Chinijo", o Parque Natural del Archipiélago Chinijo, criado em 1986 para protecção da vegetação e das aves marinhas.
A ilha Graciosa está administrativamente integrada na municipalidade de Teguise, que abrange, além daquela ilha, o extremo nordeste da ilha de Lanzarote, onde se situa a sede dos órgãos municipais.

## Principais elevações
Conforme se pode ver na fotografia à direita, mostrando a ilha Graciosa desde o oeste através do canal El Rio, nela não existem grandes elevações, estando o estratovulcão extinto que a constitui muito erodido. As maiores elevações são as seguintes:
- Aguja Grandes, Los Morros (217 m, a maior altitude da ilha);
- Las Agujas Chicas, Mojon (139 m);
- Montaña Bermeja (157 m);
- Montaña Amarilla (172 m).